# 2060 Chiron
(2060) Chiron (of 1977 UB) is een planetoïde, die op 18 oktober 1977 ontdekt werd door Charles Kowal. 
Ze beweegt zich tussen de banen van Jupiter en Saturnus. Planetoïden van die aard worden centaur-planetoïden genoemd. Chiron was het eerste dergelijk object dat ontdekt werd. 
De planetoïde is genoemd naar de centaur Cheiron.